# Kolobarnice
Kolobarnice (znanstveno ime Tricholoma) so rod gliv iz družine kolobarničark (Tricholomataceae).

## Značilnosti
Za rod kolobarnic so značilne razmeroma mesnate gobe z lističi, ki so izrezano prirasli na bet in ob njemu tvorijo kolobar - po čemer so tudi dobile slovensko ime. Trosni prah je bel. Večino jih najdemo v gozdovih kjer tvorijo ektomikorizno povezavo z listavci in iglavci. Znanstveno ime izvira iz starogrškega τριχο-, tricho-, 'lasje' in λῶμα, loma, 'obrobje', 
čeprav to velja le za manjše število vrst iz rega rodu, kot je na primer kocasta kolobarnica (Tricholoma vaccinum).
V Sloveniji je zelo priljubljena užitna zimska kolobarnica (Tricholoma portentosum). Pred nabiranjem, pa je dobro poznati njene podobne sorodnice. Ta rod namreč vsebuje tudi mnogo strupenih vrst, kot so na primer pogubna kolobarnica (Tricholoma sciodes), pegasta kolobarnica (Tricholoma pardinum) in zelenkasta kolobarnica (Tricholoma equestre), ki je še do nedavnega veljala za užitno, dolker niso z njo povezali nekaj hujših primerov rabdomiolize.

## Seznam kolobarnic Slovenije[4]
- bela kolobarnica (Tricholoma album)
- belorjava kolobarnica (Tricholoma striatum)
- Bresadolova kolobarnica (Tricholoma bresadolanum)
- citronasta kolobarnica (Tricholoma viridilutescens)
- čokata kolobarnica (Tricholoma robustum)
- črnoluska kolobarnica (Tricholoma atrosquamosum)
- debelobetna kolobarnica (Tricholoma rapipes)
- golobičja kolobarnica (Tricholoma columbetta)
- gorička kolobarnica (Tricholoma arvernense)
- gorjupa kolobarnica (Tricholoma aestuans)
- gorska kolobarnica (Tricholoma triste)
- grbasta kolobarnica (Tricholoma umbonatum)
- iverasta kolobarnica (Tricholoma ramentaceum)
- kocasta kolobarnica (Tricholoma vaccinum)
- kosmata kolobarnica (Tricholoma gausapatum)
- krastačja kolobarnica (Tricholoma bufonium)
- krokodilja kolobarnica (Tricholoma caligatum)
- lepljiva kolobarnica (Tricholoma pessundatum)
- lisasta kolobarnica (Tricholoma sulphurescens)
- listnata kolobarnica (Tricholoma frondosae)
- luskava kolobarnica (Tricholoma squarrulosum)
- luskobetna kolobarnica (Tricholoma stans)
- macesnova kolobarnica (Tricholoma psammopus)
- mekinasta kolobarnica (Tricholoma imbricatum)
- milnata kolobarnica (Tricholoma saponaceum)
- naličena kolobarnica (Tricholoma fucatum)
- neprijetna kolobarnica (Tricholoma inamoenum)
- obročkana kolobarnica (Tricholoma cingulatum)
- olivnozelena kolobarnica (Tricholoma maluvivum)
- oranžna kolobarnica (Tricholoma aurantium)
- orjaška kolobarnica (Tricholoma colossus)
- osmojena kolobarnica (Tricholoma ustale)
- ovratniška kolobarnica (Tricholoma focale)
- pegasta kolobarnica (Tricholoma pardinum)
- pekoča kolobarnica (Tricholoma virgatum)
- planinska kolobarnica (Tricholoma evenosum)
- pogubna kolobarnica (Tricholoma sciodes
- polzastrta kolobarnica (Tricholoma fracticum)
- prstena kolobarnica (Tricholoma terreum)
- razcepljena kolobarnica (Tricholoma inocyboides)
- rjavoluska kolobarnica (Tricholoma filamentosum)
- rumeneča kolobarnica (Tricholoma scalpturatum)
- rumenolistna kolobarnica (Tricholoma fulvum)
- sluzasta kolobarnica (Tricholoma ustaloides)
- srebrnkasta kolobarnica (Tricholoma argyraceum)
- stenična kolobarnica (Tricholoma josserandii)
- svetlorjava kolobarnica (Tricholoma albobrunneum)
- svilasta kolobarnica (Tricholoma albidum)
- šarasta kolobarnica (Tricholoma viridifucatum)
- širokolistna kolobarnica (Tricholoma luridum)
- tigrasta kolobarnica (Tricholoma inodermeum)
- topolova kolobarnica (Tricholoma populinum)
- tridentinska kolobarnica (Tricholoma tridentinum)
- trpka kolobarnica (Tricholoma acerbum)
- trpkorožnata kolobarnica (Tricholoma roseoacerbum)
- varljiva kolobarnica (Tricholoma pseudonictitans)
- venčasta kolobarnica (Tricholoma batschi)
- vijoličnorjava kolobarnica (Tricholoma hordum)
- vlaknata kolobarnica (Tricholoma alboconicum)
- vretenasta kolobarnica (Tricholoma sejunctum)
- vretenastolika kolobarnica (Tricholoma subsejunctum)
- začimbena kolobarnica (Tricholoma apium)
- zajetna kolobarnica (Tricholoma joachimii)
- zelenkasta kolobarnica (Tricholoma equestre)
- zgoščenolistna kolobarnica (Tricholoma stiparophyllum)
- zimska kolobarnica (Tricholoma portentosum)
- zoprna kolobarnica (Tricholoma lascivum)
- žarka kolobarnica (Tricholoma sudum)
- žarobetna kolobarnica (Tricholoma basirubens)
- žarolistna kolobarnica (Tricholoma orirubens)
- žveplena kolobarnica (Tricholoma sulphureum)